# Gin rummy

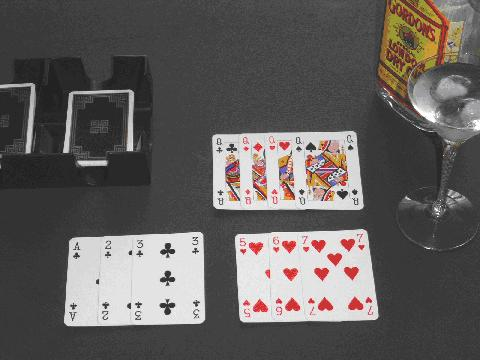
A Gin hand

Gin Rummy é um jogo de baralho normalmente jogado entre 2 a 4 pessoas. Muito parecido com o buraco, é o vencedor aquele que conseguir baixar todas as cartas de sua mão.